# Такэда, Хисаёси
Хисаёси Такэда (яп. 武田久吉, 1883—1972) — японский ботаник, внёсший существенный вклад в современные представления о систематике флоры Восточной Азии.

## Биография
Хисаёси Такэда родился 2 марта 1883 года в Токио в семье британского дипломата Эрнеста Сатоу и Такэды Канэ. Учился английскому в Токийской школе иностранных языков, в 1910 году отправился в Лондон. Учился в Кингс-колледже, одновременно работал в Королевских ботанических садах Кью. В 1912 году окончил инженерное отделение Кингс-колледжа. В 1913 году вернулся в Японию, однако уже с 1915 года продолжил обучение в Бирмингемском университете. В 1916 году получил степень доктора по ботанике за диссертацию по флоре Шикотана.
Впоследствии Такэда работал инструктором в Университете Тайхоку, Университете Кюсю, Кингс-колледже и Университете Киото. После окончания Второй мировой войны он работал советником в Бюро природных ресурсов Японии.
В 1970 году Такэда был удостоен Памятной академической награды Принца Титибу.
Хисаёси Такэда скончался 7 июня 1972 года.

## Некоторые научные работы
- 武田久吉. 農村の年中行事 (яп.). — 龍星閣, 1943. — 590 p.
- 武田久吉. 民俗と植物 (яп.). — 山岡, 1948. — 263 p.
- 武田久吉. 原色日本高山植物図鑑 (яп.). — 保育社, 1960. — 109 p.
- 武田久吉. 高山植物 (яп.). — 保育社, 1963. — 153 p.
- 武田久吉. 山への足跡 (яп.). — 二見書房, 1970. — 322 p.
- 武田久吉. 路傍の石仏 (яп.). — 第一法規出版, 1971. — 257 p.
- 武田久吉, 牧野富太郎, 亘理俊次. 植物学談義 (яп.). — 學生社, 1978. — 204 p.

## Некоторые виды растений, названные в честь Х. Такэды
- Adenophora takedae Makino, 1906
- Clematis takedana Makino, 1907
- Festuca takedana Ohwi, 1935
- Platanthera takedae Makino, 1903
- Senecio takedanus Kitam., 1933